# Albgaz
Albgaz Sh.a. è un'azienda statale albanese, controllata interamente dal Ministero delle infrastrutture e dell'energia, attiva come operatore di trasmissione energetica in Albania; l'azienda è designata per lo sviluppo e la gestione del sistema infrastrutturale del gas in Albania.
Nel 2018 ha avviato una joint venture con Snam, denominata Albanian Gas Service Company (AGSCo), per partecipare alla gestione e manutenzione di infrastrutture del gas tra cui il tratto albanese del gasdotto Trans-Adriatico.

## Storia
È stata istituita il 6 gennaio 2017 in ottemperanza alla Decisione del Consiglio dei ministri n° 848 del 7 dicembre 2016.